# Beverly Hills
Beverly Hills az Amerikai Egyesült Államokban, Kalifornia államban, Los Angeles megye északi részén található városrész. Beverly Hillst és a szomszédját, West Hollywoodot teljesen körülveszi Los Angeles városa. A város egyike a Bel-Air, Holmby Hills és Beverly Hills városok által alkotott „Platina Háromszög” elnevezésű területnek, amely gazdagságáról vált híressé. A 2006-os felmérések szerint a város lakossága 34 980 főt számlál.
Beverly Hillst északról Bel-Air városa és a Santa Monica-hegység határolja. Keletről Los Angeles (Carthay és Fairfax kerületek), délről pedig Los Angeles Beverlywood kerülete.
Beverly Hillsben találhatóak Los Angeles megye és talán az USA legnagyobb házai. A városban híres luxus kivitelű, illetve elegáns és modern kivitelű otthonokon keresztül kisebb bérházak is előfordulnak. A városban a családok átlagjövedelme 104 000 dollár.
2007-ben a Coldwell Banker ingatlan-tanácsadó cég szerint Beverly Hills ingatlanpiaca volt a legdrágább az Egyesült Államokban, a helybéli otthonok árának középértéke meghaladta a 2,2 millió dollárt.
Beverly Hills-ben játszódik a Beverly Hills 90210 című televíziós sorozat (1990–2000), a Beverly Hills-i zsaru (1984) Eddie Murphy főszereplésével és a Totally Spies című rajzfilmsorozat.

## Népesség
| Lakosok száma | 34 109 | 33 792 | 32 701 |
|               | 2010   | 2019   | 2020   |

## Híres emberek
- Desi Arnaz[3]
- Desi Arnaz, Jr.[4]
- Lucille Ball[3]
- Lionel Barrymore[5]
- Richard Barthelmess[6]
- John Batchelor
- Wallace Beery[7]
- Jack Benny[5]
- Polly Bergen[5]
- Justin Bieber[5]
- Monte Blue[7]
- Ward Bond[7]
- Hobart Bosworth[8]
- William Boyd[7]
- Albert Brooks[9]
- Johnny Mack Brown[7]
- Winifred Bryson[10]
- Richard Chamberlain[11]
- Rosemary Clooney[5]
- Lew Cody
- Phil Collins[12]
- Jackie Cooper[13]
- Jeanne Crain[14]
- Laird Cregar[7]
- Robert Cummings[15]
- Tony Curtis
- Ellen DeGeneres
- Richard Dreyfuss[4]
- Nelson Eddy
- Nanette Fabray
- Douglas Fairbanks
- Peter Falk[16]
- Mia Farrow
- José Ferrer
- Rhonda Fleming[17]
- George Gershwin[18]
- Ira Gershwin[19]
- Burton E. Green[20]
- Fritz Lang[21]
- Jennifer Lawrence[22]
- Logan Lerman[23]
- Mervyn LeRoy[24]
- Oscar Levant
- Jack Linkletter[25]
- Frank Lovejoy
- Hal March
- Vincente Minnelli[26]
- Elizabeth Montgomery
- Demi Moore[27]
- Agnes Moorehead
- Maureen O'Sullivan
- Markus Persson[28]
- Mary Pickford
- André Previn[29]
- Carl Reiner
- Rob Reiner[4]
- Lionel Richie[30]
- Melissa Rivers[31]
- Gilbert Roland
- Ricky Schroder
- Charlie Sheen[32]
- Judith Sheindlin[33]
- Phil Spector[34]
- James Stewart[35]
- Harry Styles[36]
- Lisa Vanderpump[37]
- Betty White[4]
- William Wyler[38]